# Colle del Soulor
Il Colle del Soulor (1.474 m s.l.m., in francese Col du Soulor) è un valico francese che si trova nei Pirenei. Collega Arthez-d'Asson con Argelès-Gazost rispettivamente nei dipartimenti Pirenei Atlantici e Alti Pirenei.
È noto tra l'altro per essere stato percorso diverse volte dal Tour de France.